# Lachesis melanocephala
Lachesis melanocephala là một loài rắn trong họ Rắn lục. Loài này được Solórzano & Cerdas mô tả khoa học đầu tiên năm 1986.

## Hình ảnh

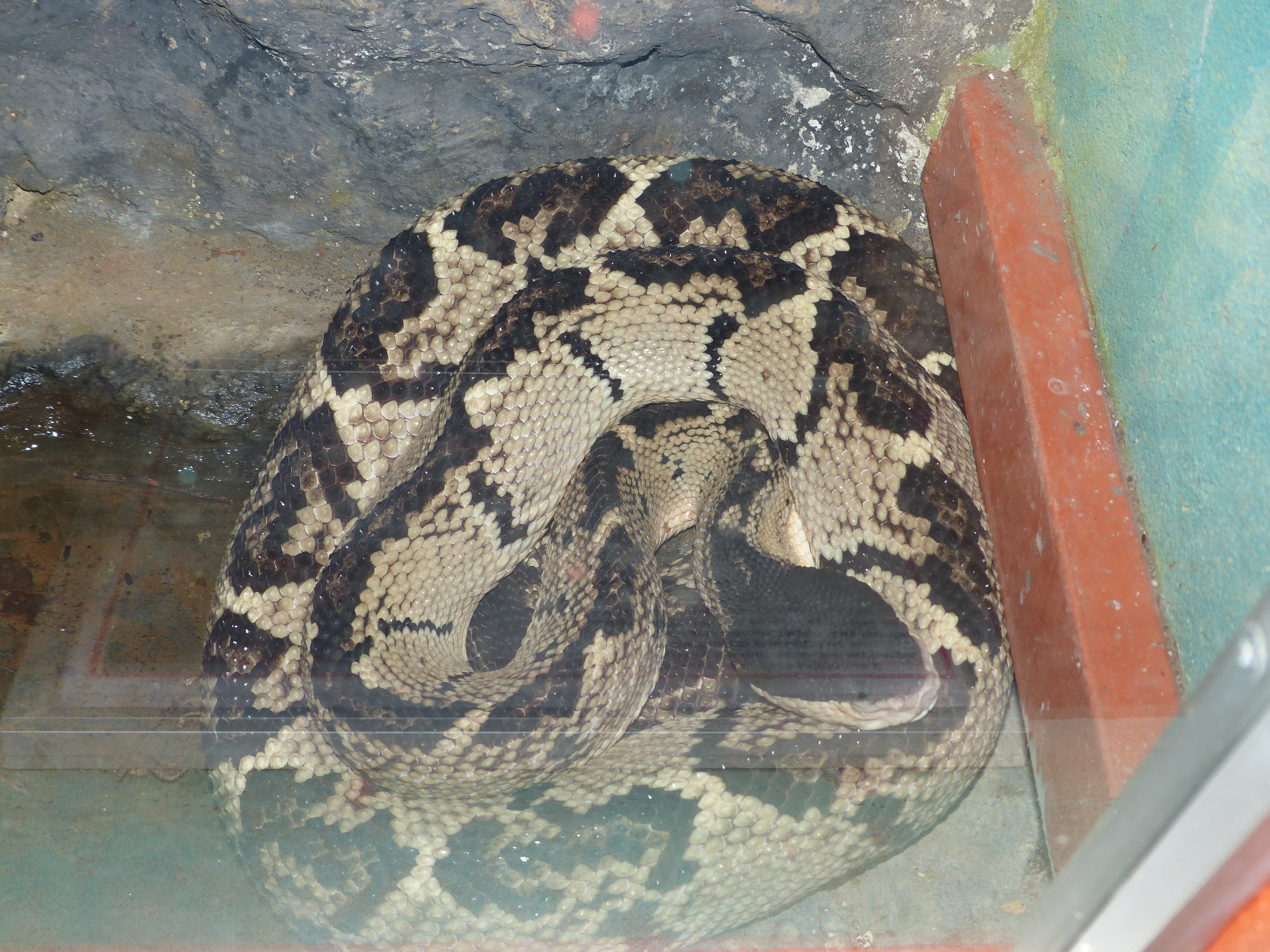